# Стрімон (фема)
Фема Стрімон (грец. θέμα Στρυμόνος) — військово-адміністративна одиниця Візантійської імперії (фема), яка розташовувалась на сході Балканського півострова (сучасна Греція). Утворено у 840-х роках. Остаточно припинила існування близько 1345 року внаслідок захоплення Сербським королівством.

## Історія
На початку VII ст. на землях між річками Стрімон і Вардар оселилися слов'янські племена — стрімоняни (струмляни) та дрогувіти. Вони активно нападали на езмлі Візантійської імперії. так, намагалися захопити важливе місто Фессалоніки. Також річками спускалися до Егейського моря, де плюндрували тамтешні острови. З часів імператорів Костянтина IV і Юстиніана II імперія переходить у наступ. У 688 році в гірській частині течії Стрімону було створено клісуру (на кшталт західноєвропейської марки), для контролю на утвореними архонтіями слов'ян. Згодом клісура або турма Стрімон перебувала спочатку у фемі Фракія, а потім — Македонія.
У 840-х роках з метою протистояння Болгарському царству імператором Феофілом було утворено фему Стрімон (передумови було закладено ще імператором Никифором I). Стратег феми Стрімон вперше згадується у 842 році. Вона мала на той прикордонний характер. Разом з фема Фессалоніки і Македонія повинна була стримувати наступ болгар та союзних їм слов'янських племен до Егейського моря. Крім того стратег цієї феми відповідав за захист Егнатієвої дороги. Разом з тим з огляду на переважно слов'янський характер населення феми її очільники здійснювали постійні спроби асиміляції, що частково було досягнуто у XI ст.
Спочатку обіймала прибережну ділянку біля Егейського моря та о. Фасос. До 896 року внаслідок успіхів проти болгар розширилася на північ. Тому деякі дослідники вираховують саме з цього часу відлік існування феми Стрімон в повному розумінні. У 970-роках з неї було виокремлено фему Болерон. У 990 році було об'єднано з фемою Драгубітія. У 1010-х роках після перемоги імператора Василя II над болгарами до феми Стрімон доєднано землі на півночі.
Відсутність загрози болгар сприяло розвитку феми. Водночас вона залишалася важливою базою на випадок вторгнення ворогів на Балкани. Так у 1040-х роках в фемі Стрімон накопичувалися війська, що вирушали проти печенізьких орд. Також після поразок візантійців у битвах з сельджуками разом з сусідніми фемами стала постачальником військового спорядження, харчів та вояків.
Нове економічне піднесення відбулося в часи династії Комнінів (1080—1185). За правління династії Ангелів внаслідок постійних постань починається економічний занепад. Водночас фема Стрімон знову стає прикордонною, оскільки почалася війна проти повсталих болгар на чолі із Асенями.
У 1204 році після розпаду Візантійської імперії внаслідок захоплення учасниками Четвертого хрестового походу Константинополя, фему Стрімон було захоплено Боніфацієм Монферратським. Колишня фема стає частиною Фессалонікського королівства. В подальшому стало місцем боротьби між Епірським деспотатом, Болгарським царством і нікейською імперією. Зрештою у 1246 році імператор останнього Іоанн III зайняв ці землі та відновив фему Стрімон. Вона збереглася за нової Візантійської імперії часів династії Палеологів під назвою Серрес і Стрімон.
З ослабленням імперії у XIV ст. на ці землі стали претендувати болгарські та сербські володарі. Зрештою у середині 1340-х років внаслідок запеклої війни між імператорами Іоанном V і Іоанном VI ці землі було захоплено Сербським королівством.

## Адміністрація
Територія феми охоплювала регіон між річками Стримон і Нестос, між Родопськими горами та Егейським морем. Його основними містами були Серрес, Філіппі, Крістополіс та Хрисополіс. Центром було місто Серрес.
На чолі стояв стратег, що отримав щорічну платню у 12 лібрів золота. Йому підпорядковувалося 2 тис. вояків. З 980-х до 1018 року поширено було поєднання посад стратегів Фессалонік і Стрімон з огляду на війну з Болгарським царством. Згодом ця практика поновлювалася лише в разі потреби.